# Seemless (álbum)
Seemless es el primer álbum de larga duración la banda de hard rock Seemless, que fue lanzado a través de Equal Vision Records.

## lista de canciones
Todas las letras escritas por Jesse Leach, toda la música compuesta por Seemless. 
| Seemless |                           |          |  |
| N.º      | Título                    | Duración |  |
| 1.       | «Intro»                   | 1:55     |  |
| 2.       | «Something's Got To Give» | 5:05     |  |
| 3.       | «The Wanderer»            | 3:47     |  |
| 4.       | «Eyes Of a Child»         | 4:05     |  |
| 5.       | «Soft Spoken Sanity»      | 4:21     |  |
| 6.       | «Endless»                 | 4:35     |  |
| 7.       | «The Crisis»              | 2:48     |  |
| 8.       | «Lay My Burden Down»      | 4:26     |  |
| 9.       | «War/Peace»               | 5:55     |  |
| 10.      | «In My Time Of Need»      | 4:42     |  |
| 11.      | «All Is Not Lost»         | 2:13     |  |
| 12.      | «In This Life»            | 5:25     |  |
| 13.      | «Maintain»                | 4:44     |  |

## Recepción de la crítica
El álbum tuvo buenas críticas en distintas páginas web, "Jesse leach lleva al cristianismo abierto y se esconde detrás de sus letras como: "Lay My Burden Down" y "The Wanderer". El sitio de metalreview dio una crítica sobre una de las canciones que fue en la canción "Lay My Burden Down" dijo: 

una canción con una ranura optimista monstruosa y adictivo dolorosa y tremenda voz que recuerda mucho a la cantara y el estilo de crecientes gemidos de Chris Cornell

, el mismo sitio menciona que la banda tienes buenas perspectivas en el mundo de la radio:

"Aparte de las buenas perspectivas en el mundo de la radio, al parecer la banda también se recogen algunos fans a través de la escena del metal"

.

## créditos
- Jesse Leach - voces
- Derek Kerswill - batería
- Pete Cortese-guitarras
- Kevin Schuler- bajo
- Jeff Fultz-bajo (solamente en el tema Maintain )